# Jean-Paul Proust
Jean-Paul Proust (Vaas, 3 marzo 1940 – Marsiglia, 8 aprile 2010) è stato un politico e funzionario francese.

## Carriera
È stato Ministro di Stato del Principato di Monaco dal 1º giugno 2005, essendo stato nominato tre mesi prima dal Principe e dal Governo francese, ed ha mantenuto la carica fino a marzo 2010, quando gli è succeduto Michel Roger. Ha preso il posto di Patrick Leclercq. Come tutti i precedenti ministri era di nazionalità francese e non viveva nel Principato.
In precedenza è stato membro del servizio civile francese, le sue cariche più importanti sono state:
- Prefetto di Guadalupa da novembre 1989 a luglio 1991
- capo della polizia di Parigi dal 2001 al 6 dicembre 2004.

È scomparso nel 2010 all'età di 70 anni a seguito di una lunga malattia.